# Golden Sun
Golden Sun (jap. 黄金の太陽, Ōgon no Taiyō, wörtlich: „Goldene Sonne“) ist eine Rollenspiel-Reihe des japanischen Entwicklers Camelot für Nintendos Handheld-Konsolen. Die ersten beiden Teile wurden für Game Boy Advance entwickelt. Ein dritter Teil erschien 2010 für den Nintendo DS.
Die Reihe handelt von der Welt Weynard und der magischen Kraft „Alchemie“. Die namensgebende „Goldene Sonne“, welche starke Kräfte verleiht, geht auf, wenn sich das Licht von vier Leuchttürmen der Elemente über dem Vulkan Aleph-Berg trifft.

## Golden Sun
Golden Sun (jap. 黄金の太陽 開かれし封印, Ōgon no Taiyō Hirakareshi Fūin, wörtlich: „Goldene Sonne: Das gebrochene Siegel“) ist ein Rollenspiel, welches von Camelot für den Game Boy Advance entwickelt und von Nintendo veröffentlicht wurde. Es wurde 2001 in den USA (11. November) und Japan (1. August) veröffentlicht und gehörte damit zu den ersten für den GBA veröffentlichten Rollenspielen. Im folgenden Jahr erschien es am 22. Februar 2002 auch in Europa.
Es wurde im April 2014 für die Virtual Console der Wii U im Nintendo eShop wiederveröffentlicht. Sein Nachfolger Golden Sun: Die vergessene Epoche erschien im August 2015 ebenfalls für die Virtual Console.

### Handlung und Spielprinzip
In diesem Spiel steuert der Spieler eine Gruppe von bis zu vier Charakteren durch die Welt Weyard, die in einer isometrischen Sicht durchwandert wird. Die Gruppenzusammenstellung ist dabei nicht frei wählbar, sondern wird vom Spiel und dem aktuellen Entwicklungsstand der Geschichte vorgegeben. Das Spielziel ist es, die Wiederherstellung des Zugangs zur Alchemie (hier: die direkte Kontrolle über die Elemente) zu verhindern. Diese Kräfte wurden vor langer Zeit mit Hilfe von vier Juwelen (den Elementarsternen) versiegelt, da sie trotz ihres Nutzens bei der Entwicklung der Zivilisation von Weyard, eine flache Welt mit zwei Hauptkontinenten, die sich in einem gewissen Konkurrenzverhältnis befinden, auch zu großen Auseinandersetzungen und Zerstörung führten. Verschiedene Kräfte versuchen aktuell nun, die in den Elementarsternen gefangene Kraft mit Hilfe von Elementarleuchttürmen freizusetzen, und damit der Welt die Alchemie wiederzubringen, was voraussichtlich zu deren Zerstörung führen würde. Die Handlung folgt dabei größtenteils einer linearen Abfolge, man hat jedoch in einem geringen Umfang auch die Möglichkeit, selbständig und unabhängig von der Haupthandlung Aufgaben zu erledigen und Gebiete zu erkunden.
Während des normalen Spielverlaufes bewegt sich die Gruppe meistens durch kleine, durch Gebietsgrenzen voneinander abgegrenzten Areale, wie sie für späte SNES-Rollenspiele typisch waren. Dabei wird neben der notwendigen Wegfindung in der oftmals verworren angelegten Umgebung ein zusätzlicher Schwerpunkt auf Rätsel gelegt (hier im Normalfall durch Hindernisse oder Umgebungsbesonderheiten dargestellt). Zu deren Lösung muss man auf die Hilfe von magischen Fähigkeiten (in diesem Spiel Psynergy genannt, welche nur von Adepten genutzt werden kann) zurückgreifen, welche einem durch gefundene Dschinns zur Verfügung gestellt werden, und die oftmals sowohl eine kämpferische als auch eine allgemeine Eigenschaft haben, die zu friedlichen Zwecken genutzt werden kann. Da es eine Vielzahl unterschiedlicher Dschinns gibt, ist nicht selten eine Rückkehr zu früher schon erforschten Orten nötig, um die neuen Fähigkeiten zur Bewältigung alter, bisher nicht lösbarer Rätsel einzusetzen.
Kämpfe werden nahezu vollständig zufallsbasiert ausgelöst und sind nicht vorher in der Umgebung sichtbar während der Umgebungserkundung, nur die Endgegner sind feststehend. Es handelt sich dabei um eine rundenbasierten Auseinandersetzung zwischen der vom Spieler gesteuerten Heldengruppe und den Gegnern, welche in einer leicht schrägen Sicht mit dem Sichtpunkt hinter der Spielergruppe dargestellt wird. Sowohl bei der Darstellung zu Beginn des Kampfes als auch beim Einsatz von Magie sind starke Einflüsse von Playstation-Rollenspielen zu erkennen, es wird eine Pseudo-Rotation der Umgebung gezeigt, und sehr umfangreiche Effekte während des Kampfes dargestellt. Neben den üblichen Nahkampfoptionen kann man im Kampf Magie und Beschwörungen einsetzen, wobei die Beschwörungen optisch sehr aufwendig und umfangreich sind.
Sowohl das Magie- als auch das Klassensystem in diesem Spiel ist an die Dschinns gekoppelt, die man während des Spiels sammelt, und die einst als die Wächter der Elementarsterne erschaffen wurden. Das Grundmagiesystem, die Psynergy, sind einfache Fähigkeiten der Elementmanipulation, die Überbleibsel der Alchemie, welche nur von Adepten ausgeübt werden können. Es wird dabei nach den vier Hauptelementen unterschieden (Feuer, Wasser, Erde, Wind; für jedes Element gibt es einen entsprechenden Namen aus der römischen Göttergeschichte), sowohl in den Sprüchen selbst, als auch in der Adeptenzugehörigkeit. Die Dschinns wiederum können den einzelnen Spielfiguren zugeordnet werden und beeinflussen dadurch die Klasse und die Fähigkeiten der Figur. Es gibt 28 verschiedene Dschinns (jeweils sieben pro Element), und die Kombination verschiedener Elemente ergeben die verschiedenen Klasse mit ihren grundlegenden Eigenschaften, wobei jede Figur auf knapp ein Dutzend ihm eigene Klassen zurückgreifen kann. Im Kampf selbst hat jeder Dschinns zudem eine spezielle Eigenschaft (oft ein Schadens- oder Heilspruch), welche man auslösen kann. Wird ein Dschinn nicht an einen Spieler gebunden, oder befindet er sich in einem Standbyzustand, nachdem man die Dschinnfähigkeit genutzt hat, kann er zu einer Beschwörung eingesetzt werden. Dazu werden bis zu vier Dschinns verwendet, so dass jedes Element vier verschiedene Beschwörungen aufweist, die entsprechend mächtiger als die Psynergy sind.
Neben dem normalen Spiel wird noch ein einfacher VS-Modus angeboten, in welchem der Spieler mit seiner aktuellen Gruppe gegen verschiedene computergesteuerte Monster oder Gruppen anderer Spieler (über das Linkkabel) antreten kann. Dieser Modus hat jedoch keine Auswirkungen auf das Spiel selbst.

### Rezeption
Der erste Teil der Serie erhielt äußerst positive Reviews und erreicht bei Metacritic eine aggregierte Kritikerwertung von 91 %.
- Bravo Screenfun: 1
- cheats.de: 87 %
- Computer Bild Spiele: 2,21
- N-Zone: 85 %
- Spieletipps.de: 86 % (Februar 2008)[2]
- GamePro: 90 %

## Golden Sun: Die vergessene Epoche
Am 28. Juni 2002 wurde in Japan Ōgon no Taiyō: Ushinawareshi Jidai (jap. 黄金の太陽 失われし時代, wörtlich: „Golden Sonne: Das verlorene Zeitalter“) veröffentlicht und erschien ein Jahr später, am 14. April 2003 auch in den USA als Golden Sun: The Lost Age und am 19. September in Europa. In Deutschland wurde es unter dem Titel Golden Sun: Die vergessene Epoche veröffentlicht.

### Handlung und Spielprinzip
Da die beiden Teile ursprünglich als ein einzelnes Spiel geplant waren, zu der damaligen Zeit jedoch an den Kapazitätsgrenzen der Game-Boy-Advance-Spielmodulen scheiterte, entschied man sich, das Spiel zu teilen und zu einer kleinen, zweiteiligen Serie zu machen. Dabei zeigt jeder Teil eine eigene Sicht auf die Geschichte: der erste aus der Sicht derjenigen, welche die Wiederauferstehung der Alchemie verhindern wollen, der zweite die Sicht der Gegenpartei, welche die Alchemie wieder in die Welt bringen will. Dabei wird geschickt die Entstehung einer guten und einer bösen Seite verhindert, indem man nur durch das Spielen beider Teile die Hintergrundgeschichte genau kennenlernt, und die Beweggründe der jeweils anderen Gruppe versteht.
Um die Kontinuität der Serie zwischen den zwei Spielen zu ermöglichen, ist es möglich (und für das Aktivieren bestimmter Spielinhalte in diesem Spiel auch notwendig), seine ursprüngliche Gruppe ganz oder teilweise zu importieren. Dies erfolgt wahlweise über ein Linkkabel und zwei GBAs oder über ein mehrstufiges Passwortsystem. Dieses ermöglicht die Übergabe von Grunddaten der alten Gruppe in das neue Spiel. Wie umfangreich die Datenübergabe ist, hängt dabei von der Passwortlänge ab, die zwischen 16 und 260 Zeichen liegt. Es ist auch möglich, ohne eine vorhergehende Gruppe zu spielen, jedoch bleibt dadurch ein Teil des Spiels unzugänglich, ohne dass dies den Spielinhalt nachhaltig einschränkt.
Das Spiel selbst ist inhaltlich seinem Vorgänger sehr ähnlich, alle grundlegenden Spielmechaniken und Darstellungsweisen wurden beibehalten. Die Hauptgeschichte des Spiels wird jedoch weniger streng vorangetrieben, was eine größere Möglichkeit zu nichtlinearem Spiel einräumt. In den Kämpfen gibt es nun eine größere Auswahl an möglichen Beschwörungen, da es neue, einzeln zu erspielende Varianten durch die Kombination von Dschinns unterschiedlicher Elemente zu finden gilt. Ansonsten wurden keine signifikanten Änderungen im Spiel selbst vorgenommen.

### Rezeption
Auch Golden Sun: Die vergessene Epoche sammelte sehr gute Wertungen. Bei Metacritic wurde ein Score von 86 von 100 Punkten aggregiert.
- Bravo Screenfun: 1
- Computer Bild Spiele: 2,24
- N-Zone: 89 %
- GamePro: 89 %[4]

## Golden Sun: Die dunkle Dämmerung
Golden Sun: Die dunkle Dämmerung wurde als Golden Sun DS auf der E3 2009 in Los Angeles offiziell angekündigt. Auf der E3 2010 erschienen neue Informationen in einem zweiten Trailer. Die Hauptcharaktere tragen die Namen Matthew, Kiara, Tyrell und Rief.
Der japanische Titel ist Ōgon no Taiyō: Shikkoku naru Yoake (黄金の太陽 漆黒なる夜明け, wörtlich: „Goldene Sonne: Die pechschwarz werdende Morgendämmerung“).
Das Spiel erschien am 28. Oktober 2010 in Japan. Es folgten am 29. November die Veröffentlichung in Nordamerika, am 2. Dezember die Veröffentlichung in Australien und schließlich am 10. Dezember 2010 auch in Europa.

### Handlung und Spielprinzip
Die Handlung spielt 30 Jahre nach den Ereignissen der Vorgänger-Spiele.
Das Spiel beinhaltet die gleichen Elemente wie die bereits erschienenen Titeln,
d. h., es gibt wieder Dschinns (davon 72 an der Zahl) und der Einsatz von Psynergy wird inner- und außerhalb von Gefechten eingesetzt.
Die Kämpfe laufen wieder rundenbasiert ab unter Einsatz von Psynergy und Items.
In der Geschichte müssen Matthew und seine Freunde eine neue Bedrohung abwenden, die von den Ereignissen aus den ersten beiden Teilen ausgeht.

### Bewertungen
Für den dritten Teil Golden Sun: Die dunkle Dämmerung errechnete die Website Metacritic anhand von 63 Reviews eine durchschnittliche Wertung von 79 %.
- Consol.at: 81 %
- Spieletipps.de: 79 %
- GamePro: 89 %[8]